# Karkiasaari
Karkiasaari är en ö i Finland. Den ligger i sjön Kivijärvi och i kommunen Klemis i den ekonomiska regionen  Villmanstrands ekonomiska region  och landskapet Södra Karelen, i den södra delen av landet, 180 km nordost om huvudstaden Helsingfors. Öns area är 1,6 hektar och dess största längd är 200 meter i nord-sydlig riktning.